# 팡응아주
팡응아주(태국어: พังงา)는 태국 남부의 주(창왓)으로 안다만해의 기슭에 있다. 이웃한 주는 북쪽부터 시계 방향으로 라농 주, 수랏타니 주, 끄라비 주이다. 남쪽은 바다를 사이에 두고 푸껫 주와 접한다.

## 지리
주는 말레이 반도의 서해안에 위치하고 팡응아 만의 많은 섬들을 포함한다. 가장 유명한 것은 이른바 '제임스 본드섬'으로 불리는 코 따푸로 1974년에 영화 《007 황금총을 가진 사나이》에서 등장해 유명해졌다. 1981년에 설치된 팡응아 만 국립공원은 많은 매혹적인 섬들을 보호하고 있다. 태국의 주요 다이빙 목적지의 하나인 시밀란 군도 또한 팡응아 주의 일부이다. 주는 방콕으로부터 788km 떨어져 있고 면적은 4,170km2이다.

## 역사
팡응아는 원래 끄라푸응아라는 이름의 작은 마을이었다. 라마 2세의 치세 때 푸껫 주를 포함한 주변 지역이 버마에게 점령되었고 많은 사람들이 끄라푸응아로 도망쳤다. 1824년에 시암군은 버마군을 격퇴하고 침입자를 추방했다. 라마 3세는 지역을 팡응아로 개칭하였고 1993년에 읍은 주로 확장되었다.
2004년 12월 26일 아침에 팡응아 만에 쓰나미가 덮쳐 수 천명의 사람들이 목숨을 잃었다.

## 행정 구역
주에는 8개의 암프(군)와 더 세부 행정구역인 48개의 땀본 그리고 314개의 무반 (행정 구역)이 있다.
| 1. 므앙팡응아군 2. 꼬야오군 3. 까뽕군 4. 따꾸아퉁군 5. 따꾸아빠군 6. 쿠라부리군 7. 탑뿟군 8. 타이므앙군 |